# Sarah Chaâri
Sarah Chaâri (* 2. Mai 2005 in Charleroi) ist eine belgische Taekwondoin. Sie startet in den Gewichtsklasse bis 67 Kilogramm.

## Erfolge
Sarah Chaâri begann im Alter von fünf Jahren mit dem Taekwondo. 2021 wurde sie zunächst in Sarajevo Junioren-Europameisterin, ein Jahr darauf in Sofia auch Junioren-Weltmeisterin. Ebenfalls 2022 gab sie ihr internationales Debüt bei den Erwachsenen und sicherte sich noch im selben Jahr ihre erste Medaille bei einem Großereignis. So gewann sie im Mai 2022 bei den Europameisterschaften in Manchester als Drittplatzierte in der Gewichtsklasse bis 62 Kilogramm die Bronzemedaille. Im November 2022 wurde sie in Guadalajara nach einem Finalsieg gegen Theopoula Sarvanaki aus Griechenland in dieser Gewichtsklasse Weltmeisterin. Bei den Europaspielen 2023 in Krakau gelang ihr in dieser Gewichtsklasse ebenfalls der Gewinn der Goldmedaille, nachdem sie sich im Finalkampf gegen Petra Štolbová aus Tschechien durchgesetzt hatte. In Belgrad folgte 2024 bei den Europameisterschaften der nächste Titelgewinn, diesmal in der höheren Gewichtsklasse bis 67 Kilogramm. Sie bezwang dabei im Finalkampf die Französin Magda Wiet-Hénin.
Aufgrund ihrer Platzierung in der olympischen Rangliste war Perišić bei den Olympischen Spielen 2024 in Paris startberechtigt. Sie erreichte in ihrer Konkurrenz nach einem 2:0-Auftakterfolg gegen Madelyn Rodríguez aus der Dominikanischen Republik das Viertelfinale und besiegte dort Aya Shehata aus Ägypten ebenfalls mit 2:0. Im Halbfinale unterlag sie jedoch der späteren Olympiasiegerin aus Ungarn, Viviana Márton, mit 0:2. Im abschließenden Duell um einen der beiden dritten Plätze besiegte sie die Usbekin Ozoda Sobirjonova mit 2:1 und sicherte sich damit die Bronzemedaille.
Chaâri absolviert ein Medizinstudium an der Université libre de Bruxelles.